# 第106独立領土防衛旅団 (ウクライナ領土防衛隊)
第106独立領土防衛旅団（だい106どくりつりょうどぼうえいりょだん、ウクライナ語: 106-та окрема бригада територіальної оборони）は、ウクライナ領土防衛隊の旅団。西部作戦管区隷下。

## 概要

### ドンバス戦争
2018年6月27日、ドンバス戦争の影響に伴い、ウクライナ領土防衛隊の動員が開始され、フメリニツキー州で創設された。

### ロシアのウクライナ侵攻

#### 東部・バフムート戦線
2022年11月、ロシアのウクライナ侵攻で激戦地の東部ドネツィク州バフムート地区に配備され、バフムート方面に展開した。

#### 南部・ザポリージャ戦線

第106旅団旗

2022年12月、南部ザポリージャ州ポロヒー地区に再配置され、フリャイポレ方面に展開した。

#### 南部・ドニエプル川戦線
2023年8月、第86独立領土防衛大隊が南部ヘルソン州ベリスラウ地区に再配置され、ドニエプル川東岸に展開した。

#### 東部・スヴァトヴェ-クレミンナ戦線
2023年10月、第88独立領土防衛大隊が東部ルハーンシク州スヴァトヴェ地区に再配置され、クプヤンシク方面に展開した。

## 編制
- 旅団司令部（フメリニツキー）
- 第86独立領土防衛大隊（フメリニツキー）
- 第87独立領土防衛大隊（カームヤネツィ＝ポジーリシクィイ）
- 第88独立領土防衛大隊（シェペティウカ）
- 第89独立領土防衛大隊（スタロコスティアンティニウ）
- 第90独立領土防衛大隊（ヤルモリンツィ）
- 第91独立領土防衛大隊（スラブタ）

- 火力支援中隊
- 迫撃砲中隊
- 対破壊工作中隊
- 戦闘・後方支援隊
- 衛生隊